# Ozarba abscissa
Ozarba abscissa är en fjärilsart som beskrevs av Walker 1858. Ozarba abscissa ingår i släktet Ozarba och familjen nattflyn. Inga underarter finns listade i Catalogue of Life.